# Iuner-Olokh
Iuner-Olokh (en rus: Юнер-Олох) és un poble de la república de Sakhà, a Rússia, que en el cens del 2010 no tenia cap habitant, pertany al districte de Namtsi.